# Federatieve Vergadering van Rusland
De Federatieve Vergadering van Rusland (Russisch: Федеральное Собрание; Federalnoje Sobranije) is de wetgevende macht van de Russische Federatie volgens de Grondwet van de Russische Federatie uit 1993.
Het bestaat uit een tweekamerstelsel met de Staatsdoema als het lagerhuis en de Federatieraad als hogerhuis. Beide instanties bevinden zich in Moskou.